# Anguillulina dipsacoidea
Anguillulina dipsacoidea is een rondwormensoort. De wetenschappelijke naam van de soort is voor het eerst geldig gepubliceerd in 1952 door Andrássy.